# Taiyutyla lewisi
Taiyutyla lewisi är en mångfotingart som beskrevs av Shear 1976. Taiyutyla lewisi ingår i släktet Taiyutyla och familjen Conotylidae. Inga underarter finns listade i Catalogue of Life.